# Чемпіонат СРСР з хокею з м'ячем
Чемпіонат СРСР (рос. Чемпионат СССР по хоккею с мячом) — головний клубний турнір команд з хокею з м'ячем Радянського Союзу. Перше змагання відбулося у лютому 1936 року. З сезону 1950 першість проводиться щорічно. «Динамо» (Москва) — єдиний учасник всіх розіграшів.

## Рекорди
- Найтитулованіший клуб чемпіонату СРСР «Динамо» (Москва) є єдиним учасником всіх розіграшів.
- Найбільшу кількість чемпіонських титулів здобули: В'ячеслав Соловйов («Динамо» Москва), Віталій Ануфрієнко, Сергій Лахонін, Юрій Першин (всі — «Єнісей») — по 11; Валерій Маслов («Динамо» Москва), Михайло Лещинський, Сергій Ломанов, Віталій Савлук (всі — «Єнісей») — по 10.
- Найкращий бомбардир в історії чемпіонатів СРСР: Євген Агурєєв — 637 голів.
- Найкращий бомбардир за один турнір: Євген Агурєєв — 74 голи в 26 іграх (сезон 1978-79).

## Призери
| Рік  | Золото                  | Срібло                  | Бронза                  |
| 1936 | «Динамо» (Москва)       | «Трудкомуна» (Болшево)  | «Динамо» (Ленінград)    |
| 1950 | ОБО (Свердловськ)       | «Динамо» (Москва)       | «Спартак» (Москва)      |
| 1951 | «Динамо» (Москва)       | ОБО (Свердловськ)       | «Спартак» (Москва)      |
| 1952 | «Динамо» (Москва)       | ІФК (Ленінград)         | ОБО (Свердловськ)       |
| 1953 | ОБО (Свердловськ)       | ОБО (Рига)              | «Трактор» (Красноярськ) |
| 1954 | ЦБЧА (Москва)           | «Динамо» (Москва)       | «Буревісник» (Москва)   |
| 1955 | ЦСК МО (Москва)         | ОБО (Свердловськ)       | ОБО (Хабаровськ)        |
| 1956 | ОБО (Свердловськ)       | ЦСК МО (Москва)         | «Динамо» (Москва)       |
| 1957 | ЦСК МО (Москва)         | ОБО (Свердловськ)       | «Буревісник» (Москва)   |
| 1958 | ОБО (Свердловськ)       | ЦСК МО (Москва)         | «Буревісник» (Москва)   |
| 1959 | СКВО (Свердловськ)      | «Динамо» (Москва)       | ЦСК МО (Москва)         |
| 1960 | СКВО (Свердловськ)      | ЦСКА (Москва)           | «Динамо» (Москва)       |
| 1961 | «Динамо» (Москва)       | СКА (Свердловськ)       | ЦСКА (Москва)           |
| 1962 | СКА (Свердловськ)       | ЦСКА (Москва)           | «Динамо» (Москва)       |
| 1963 | «Динамо» (Москва)       | СКА (Свердловськ)       | «Вимпел» (Калінінград)  |
| 1964 | «Динамо» (Москва)       | СКА (Хабаровськ)        | СКА (Свердловськ)       |
| 1965 | «Динамо» (Москва)       | СКА (Свердловськ)       | СКА (Хабаровськ)        |
| 1966 | СКА (Свердловськ)       | «Динамо» (Москва)       | «Динамо» (Алма-Ата)     |
| 1967 | «Динамо» (Москва)       | СКА (Свердловськ)       | «Динамо» (Алма-Ата)     |
| 1968 | СКА (Свердловськ)       | «Динамо» (Москва)       | СКА (Хабаровськ)        |
| 1969 | «Динамо» (Москва)       | СКА (Свердловськ)       | СКА (Хабаровськ)        |
| 1970 | «Динамо» (Москва)       | СКА (Хабаровськ)        | СКА (Свердловськ)       |
| 1971 | СКА (Свердловськ)       | «Динамо» (Москва)       | «Динамо» (Алма-Ата)     |
| 1972 | «Динамо» (Москва)       | «Волга» (Ульяновськ)    | СКА (Хабаровськ)        |
| 1973 | «Динамо» (Москва)       | «Динамо» (Алма-Ата)     | «Кузбас» (Кемерово)     |
| 1974 | СКА (Свердловськ)       | «Динамо» (Москва)       | «Динамо» (Алма-Ата)     |
| 1975 | «Динамо» (Москва)       | «Динамо» (Алма-Ата)     | СКА (Свердловськ)       |
| 1976 | «Динамо» (Москва)       | «Динамо» (Алма-Ата)     | «Волга» (Ульяновськ)    |
| 1977 | «Динамо» (Алма-Ата)     | «Динамо» (Москва)       | «Волга» (Ульяновськ)    |
| 1978 | «Динамо» (Москва)       | «Динамо» (Алма-Ата)     | «Єнісей» (Красноярськ)  |
| 1979 | «Зоркий» (Красногорськ) | «Динамо» (Алма-Ата)     | СКА (Хабаровськ)        |
| 1980 | «Єнісей» (Красноярськ)  | «Старт» (Горький)       | «Зоркий» (Красногорськ) |
| 1981 | «Єнісей» (Красноярськ)  | «Динамо» (Алма-Ата)     | СКА (Хабаровськ)        |
| 1982 | «Єнісей» (Красноярськ)  | СКА (Хабаровськ)        | «Зоркий» (Красногорськ) |
| 1983 | «Єнісей» (Красноярськ)  | «Зоркий» (Красногорськ) | «Динамо» (Алма-Ата)     |
| 1984 | «Єнісей» (Красноярськ)  | «Динамо» (Москва)       | СКА (Хабаровськ)        |
| 1985 | «Єнісей» (Красноярськ)  | «Зоркий» (Красногорськ) | СКА (Хабаровськ)        |
| 1986 | «Єнісей» (Красноярськ)  | СКА (Хабаровськ)        | «Динамо» (Москва)       |
| 1987 | «Єнісей» (Красноярськ)  | «Динамо» (Москва)       | «Зоркий» (Красногорськ) |
| 1988 | «Єнісей» (Красноярськ)  | «Динамо» (Москва)       | СКА (Хабаровськ)        |
| 1989 | «Єнісей» (Красноярськ)  | СКА (Хабаровськ)        | «Зоркий» (Красногорськ) |
| 1990 | «Динамо» (Алма-Ата)     | «Єнісей» (Красноярськ)  | СКА (Свердловськ)       |
| 1991 | «Єнісей» (Красноярськ)  | «Зоркий» (Красногорськ) | «Динамо» (Москва)       |
| 1992 | «Зоркий» (Красногорськ) | СКА (Єкатеринбург)      | «Динамо» (Алма-Ата)     |

## Сумарні показники
| Місце | Клуб                    |    |    |    |
| ----- | ----------------------- | -- | -- | -- |
| 1     | «Динамо» (Москва)       | 15 | 11 | 5  |
| 2     | СКА (Єкатеринбург)      | 11 | 9  | 5  |
| 3     | «Єнісей» (Красноярськ)  | 11 | 1  | 2  |
| 4     | ЦСКА (Моска)            | 3  | 4  | 2  |
| 5     | «Динамо» (Алма-Ата)     | 2  | 6  | 6  |
| 6     | «Зоркий» (Красногорськ) | 2  | 3  | 4  |
| 7     | СКА (Хабаровськ)        |    | 5  | 10 |
| 8     | «Волга» (Ульяновськ)    |    | 1  | 2  |
| 9     | «Вимпел» (Калінінград)  |    | 1  | 1  |
| 10    | «Старт» (Горький)       |    | 1  |    |
|       | ОБО (Рига)              |    | 1  |    |
|       | ІФК (Ленінград)         |    | 1  |    |
| 13    | «Буревісник» (Москва)   |    |    | 3  |
| 14    | «Спартак» (Москва)      |    |    | 2  |
| 15    | «Динамо» (Ленінград)    |    |    | 1  |
|       | «Кузбас» (Кемерово)     |    |    | 1  |

## Бомбардири
Сумарні показники найкращих бомбардирів:
| Місце | Гравець           | Ігри | Голи | Команди                                                                                                |
| ----- | ----------------- | ---- | ---- | --- |
| 1     | Євген Агурєєв     |      | 637  | «Волга» (Ульяновськ), СКА (Хабаровськ), «Динамо» (Алма-Ата), «Кузбас» (Кемерово)                       |
| 2     | Микола Афанасенко |      | 608  | «Волга» (Ульяновськ)                                                                                   |
| 3     | Микола Дураков    |      | 594  | СКА (Свердловськ)                                                                                      |
| 4     | Сергій Ломанов    | 330  | 582  | «Єнісей» (Красноярськ)                                                                                 |
| 5     | Євген Папугін     | 424  | 536  | «Спартак» (Москва), «Буревісник» (Москва), ЦСК МО (Москва), «Динамо» (Москва), «Зоркий» (Красногорськ) |
| 6     | Андрій Пашкін     | 347  | 521  | «Єнісей» (Красноярськ)                                                                                 |
| 7     | Сергій Максименко |      | 500  | «Уральський трубник», СКА (Свердловськ), «Старт» (Горький)                                             |
| 8     | Юрій Лізавін      |      | 461  | «Волга» (Ульяновськ), СКА (Хабаровськ), «Динамо» (Москва)                                              |
| 9     | Валерій Чухлов    | 401  | 454  | «Локомотив» (Іркутськ), СКА (Хабаровськ)                                                               |
| 10    | Олександр Сівков  | 343  | 415  | «Уральський трубник», СКА (Свердловськ)                                                                |

Сезони:
| Сезон   | Гравець             | Ігри | Голи | Команда                 |
| ------- | ------------------- | ---- | ---- | ----------------------- |
| 1936    | Михайло Якушин      | 6    | 9    | «Динамо» (Москва)       |
| 1950    | Михайло Якушин      | 6    | 10   | «Динамо» (Москва)       |
| 1951    | Всеволод Блінков    | 7    | 11   | «Динамо» (Москва)       |
| 1952    | Всеволод Блінков    | 7    | 11   | «Динамо» (Москва)       |
|         | Василь Трофімов     | 7    | 11   | «Динамо» (Москва)       |
| 1953    | Павло Губін         |      | 11   | ОБО (Свердловськ)       |
| 1954    | Володимир Савдунін  | 7    | 12   | «Динамо» (Москва)       |
| 1954-55 | Анатолій Вязанкін   |      | 14   | ОБО (Хабаровськ)        |
|         | Володимир Єлизаров  |      | 14   | ЦСК МО                  |
|         | Лев Шунін           |      | 14   | ЦСК МО                  |
| 1955-56 | Євген Папугін       |      | 20   | ЦСК МО                  |
| 1956-57 | Євген Папугін       |      | 27   | ЦСК МО                  |
| 1957-58 | Євген Папугін       |      | 30   | ЦСК МО                  |
|         | Булат Сатдиков      |      | 30   | «Буревісник» (Москва)   |
| 1958-59 | Микола Дураков      |      | 21   | СКВО (Свердловськ)      |
|         | Євген Папугін       | 13   | 21   | «Динамо» (Москва)       |
| 1959-60 | Євген Папугін       | 19   | 23   | «Динамо» (Москва)       |
| 1960-61 | Євген Папугін       | 21   | 31   | «Динамо» (Москва)       |
| 1962    | Микола Дураков      | 8    | 8    | СКА (Свердловськ)       |
|         | Михайло Осинцев     | 8    | 8    | ЦСКА                    |
| 1962-63 | Євген Папугін       | 21   | 30   | «Динамо» (Москва)       |
| 1963-64 | Євген Папугін       | 29   | 51   | «Динамо» (Москва)       |
| 1964-65 | Євген Папугін       | 21   | 28   | «Динамо» (Москва)       |
| 1965-66 | Микола Дураков      | 24   | 31   | СКА (Свердловськ)       |
| 1966-67 | Євген Папугін       | 26   | 37   | «Динамо» (Москва)       |
| 1967-68 | Микола Дураков      | 26   | 43   | СКА (Свердловськ)       |
| 1968-69 | Микола Дураков      | 30   | 54   | СКА (Свердловськ)       |
| 1969-70 | Володимир Башан     | 28   | 43   | СКА (Хабаровськ)        |
| 1970-71 | Микола Дураков      | 25   | 42   | СКА (Свердловськ)       |
| 1971-72 | Юрій Лізавін        | 25   | 42   | «Динамо» (Москва)       |
| 1972-73 | Микола Дураков      | 25   | 49   | СКА (Свердловськ)       |
| 1973-74 | Микола Дураков      | 25   | 44   | СКА (Свердловськ)       |
| 1974-75 | Євген Агурєєв       | 26   | 63   | «Динамо» (Алма-Ата)     |
| 1975-76 | Юрій Лізавін        | 26   | 47   | «Динамо» (Москва)       |
| 1976-77 | Олександр Сівков    | 26   | 44   | СКА (Свердловськ)       |
| 1977-78 | Олександр Сівков    | 24   | 60   | СКА (Свердловськ)       |
| 1978-79 | Євген Агурєєв       | 26   | 74   | «Динамо» (Алма-Ата)     |
| 1979-80 | Сергій Ломанов      | 24   | 67   | «Єнісей» (Красноярськ)  |
| 1980-81 | Сергій Ломанов      | 26   | 56   | «Єнісей» (Красноярськ)  |
| 1981-82 | Андрій Пашкін       | 26   | 60   | «Єнісей» (Красноярськ)  |
| 1982-83 | Сергій Ломанов      | 26   | 62   | «Єнісей» (Красноярськ)  |
| 1983-84 | Сергій Ломанов      | 26   | 57   | «Єнісей» (Красноярськ)  |
| 1984-85 | Сергій Максименко   | 26   | 48   | «Старт» (Горький)       |
| 1985-86 | Валерій Чухлов      | 26   | 50   | СКА (Хабаровськ)        |
| 1986-87 | Микола Афанасенко   | 26   | 51   | «Волга» (Ульяновськ)    |
| 1987-88 | Микола Афанасенко   | 26   | 41   | «Волга» (Ульяновськ)    |
| 1988-89 | Сергій Максименко   | 25   | 38   | «Старт» (Горький)       |
| 1989-90 | Михайло Климов      | 26   | 45   | «Зоркий» (Красногорськ) |
| 1990-91 | Сергій Березовський | 25   | 41   | «Локомотив» (Іркутськ)  |
| 1991-92 | Рінат Шамсутов      | 30   | 62   | «Динамо» (Алма-Ата)     |